# Aïn El Hadid
Ain El Hadid là một đô thị thuộc tỉnh Tiaret, Algérie. Dân số thời điểm năm 2002 là 13.358 người.